# Jerca Legan Cvikl
Jerca Legan (-Cvikl), slovenska novinarka in publicistka, * 19. februar 1977
V 90-ih je v Dolenjskem listu pisala o modi in kozmetiki, potem je s tem nadaljevala njena mama Dragica Marta Sternad. Leta 2004 je postala urednica revije Diners Club, potem ko je bila novinarka Studia City.
Posnela je dokumentarec o Janu Plestenjaku, ki se je leta 2003 predvajal na Kanalu A. Na tem kanalu je leta 2006 komentirala resničnostno oddajo Bar.
Bila je nominirana za naziv Femme Fatale 2009. Ustanovila je fundacijo Femmes Sans Frontières (Ženske brez meja). Na Bledu oddaja počitniške apartmaje.

### Študij
Diplomirala je na Fakulteti za družbene vede v Ljubljani (2000), magistrirala na Alma Mater Europaea - ISH v Ljubljani (2004), doktorirala pa na Fakulteti za humanistične študije v Kopru (2009).

### Kritike
Leta 2009 ji je bilo očitano, da se s partnerjem Cviklom, pomembnim vladnim funkcionarjem, kaže na naslovnicah tako pogosto, kot priljubljena estradnica Saša Lendero, službe na področju odnosov z javnostmi, enakovredne svojim ambicijam, pa ne dobi.
Po besedah Alenke Berlot Košiček, vdove seksologa Marijana Košička, si je Leganova izmislila svoje sodelovanje z njim pri njegovi knjigi Poročila se bova (2001) in ga ni niti poznala. Zgolj dodala je svoj prispevek o porokah.

### Zasebno
Leta 2009 se je poročila s slovenskim politikom in ekonomistom Milanom M. Cviklom. Imata dva otroka.
Leta 2022 je več medijev poročalo, da sta se zakonca Cvikl ločila, saj sta se prenehala skupaj pojavljati v javnosti, kar je sprožilo ugibanja o njuni ločitvi.
Njena mama Dragica Marta Sternad, socialna delavka, magistrica sociologije in strokovnjakinja za motnje hranjenja, je bila izbrana za POPovo strokovnjakinjo leta 2012. Je predsednica kulturno umetniškega društva Zasip.
Njena babica po materini strani se je v 30. letih rodila slovenskemu rudarju na Nizozemskem, kjer je 5 let obiskovala nemško šolo. Med 2. svetovno vojno je z družino prišla živet na očetovo rodno Štajersko, po koncu vojne pa na Dolenjsko.

### Članki
- Žensko telo kot oglaševalski objekt. Teorija in praksa : revija za družbena vprašanja. ISSN 0040-3598. - Letn. 42, št. 2/3 (apr./jun. 2005), str. 475-490.

### Knjige
- Hrženjak, Majda; Vidmar, Ksenija H.; Drglin, Zalka; Vendramin, Valerija; Legan, Jerca; Skumavc, Urša. Njena (re)kreacija : ženske revije v Sloveniji. Ljubljana : Mirovni inštitut, 2002.
- Tree = Drevo = Baum = Lʼarbre. Ljubljana : Status - strateške komunikacije, 2012.